# Cimetière Hyde Park Corner
Le cimetière Hyde Park Corner ( Royal Berks ) fait partie du Commonwealth War Graves Commission (CWGC) en Belgique où sont enterrés les morts de la Première Guerre mondiale, situé à Ploegsteert sur le front occidental.
Ce petite cimetière fait face à son extension, l'extension du cimetière militaire britannique de Berks qui est également le site du mémorial de Ploegsteert aux disparus. Les deux sont situés juste en face, de l'autre côté de la route.

## Histoire
Ce petit cimetière est créé en avril 1915 par les troupes du 1er et du 4e Royal Berkshire Regiment. Le terrain marécageux ne permettant pas son extension immédiate, celle-ci se fera de l'autre côté de la route.
Le terrain du cimetière est attribué au Royaume-Uni à perpétuité par le roi Albert Ier de Belgique en reconnaissance des sacrifices consentis par l'Empire britannique dans la défense et la libération de la Belgique pendant la guerre.
L'aspect actuel du cimetière est conçu par H. Chalton Bradshaw, qui a également conçu le Mémorial de Cambrai en France.

## Tombes notables
Le cimetière de Hyde Park Corner contient les tombes de 87 soldats issus des puissances alliées et des empires centraux. Quelques tombes notables :
- Ronald Poulton-Palmer footballeur de rugby à XV, capitaine de l'équipe d'Angleterre lors de la saison 1913-1914 avant le déclenchement de la guerre. Il est tué par un tireur d'élite en mai 1915 alors qu'il sert comme lieutenant dans le Royal Berkshire Regiment[2].
- Albert French, soldat de 16 ans de Wolverton, Buckinghamshire, Angleterre. La découverte de ses lettres de guerre a été l'une des raisons pour lesquelles Ploegsteert a été jumelée à Wolverton en 2006.
- Samuel McBride du 2e Bataillon Royal Irish Rifles. Il est exécuté pour désertion le 7 décembre 1916[3].

## Galerie

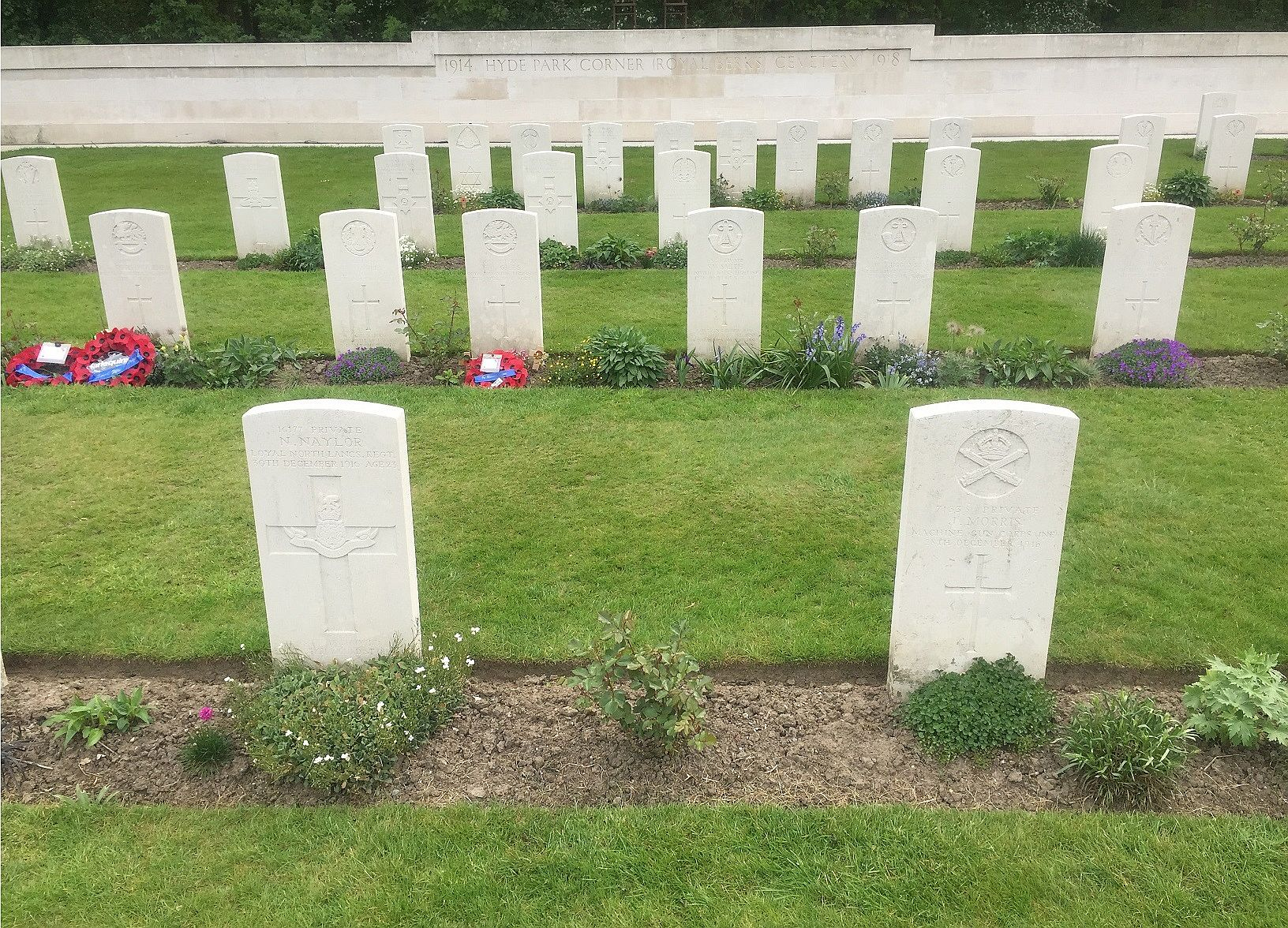
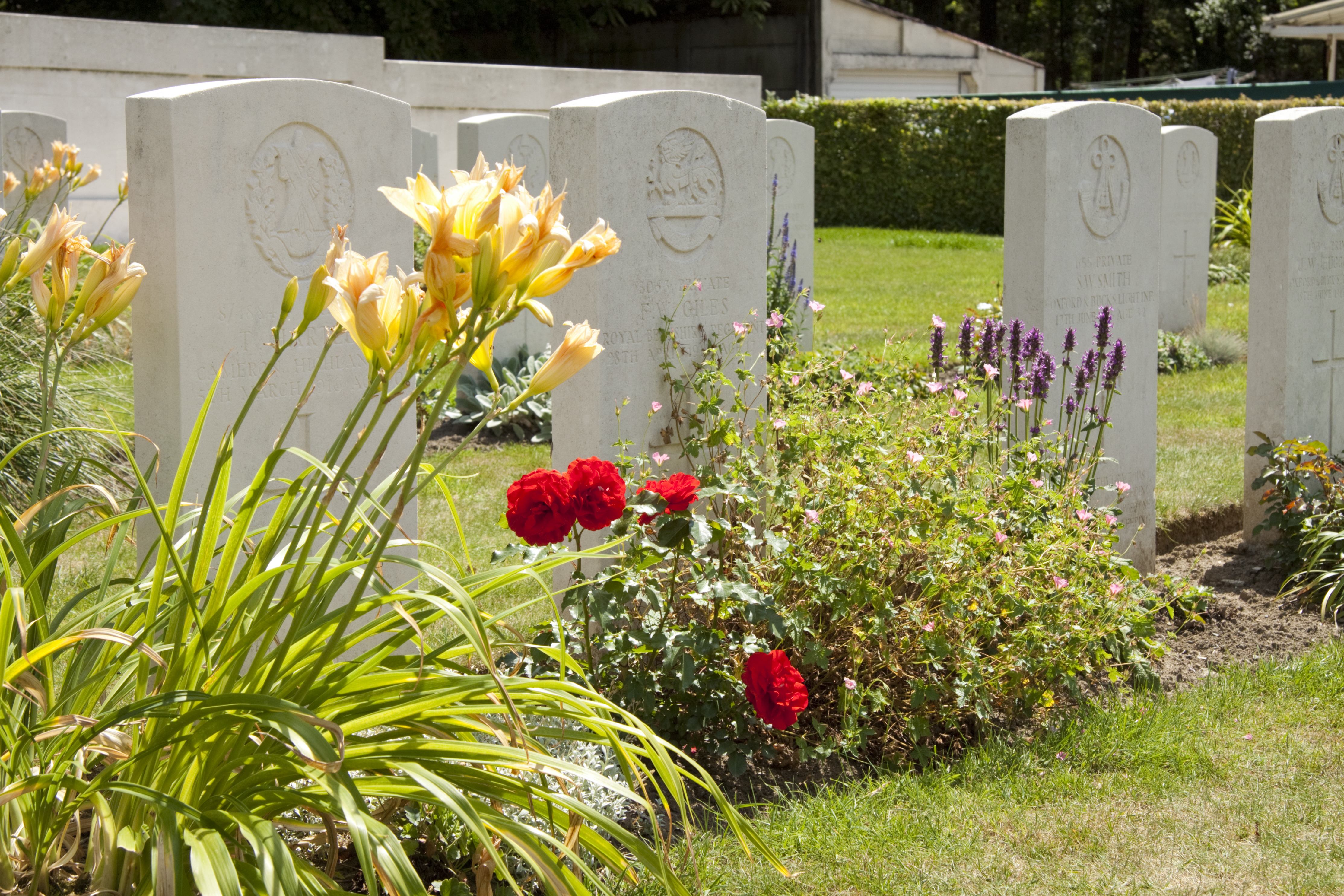
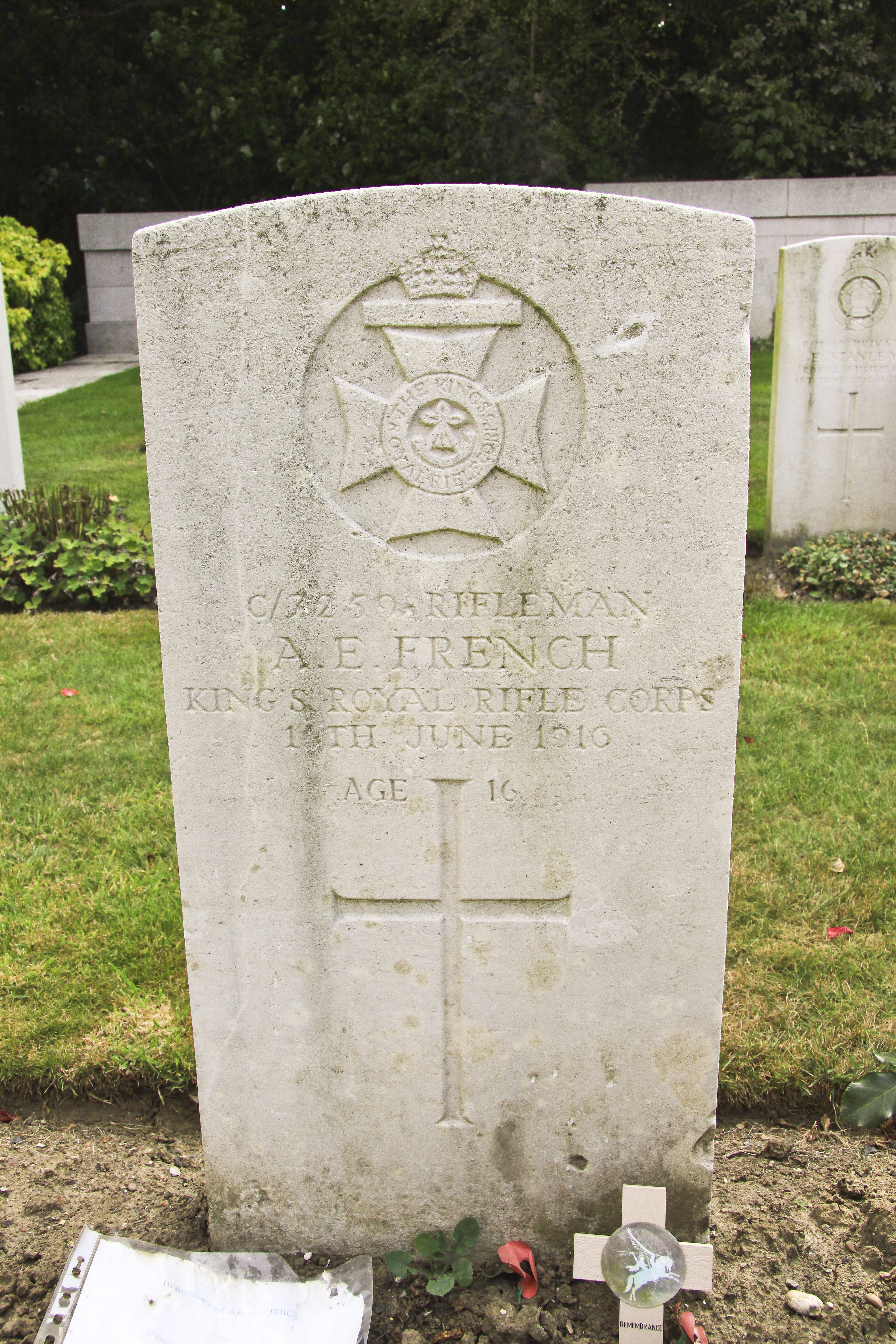
Albert French
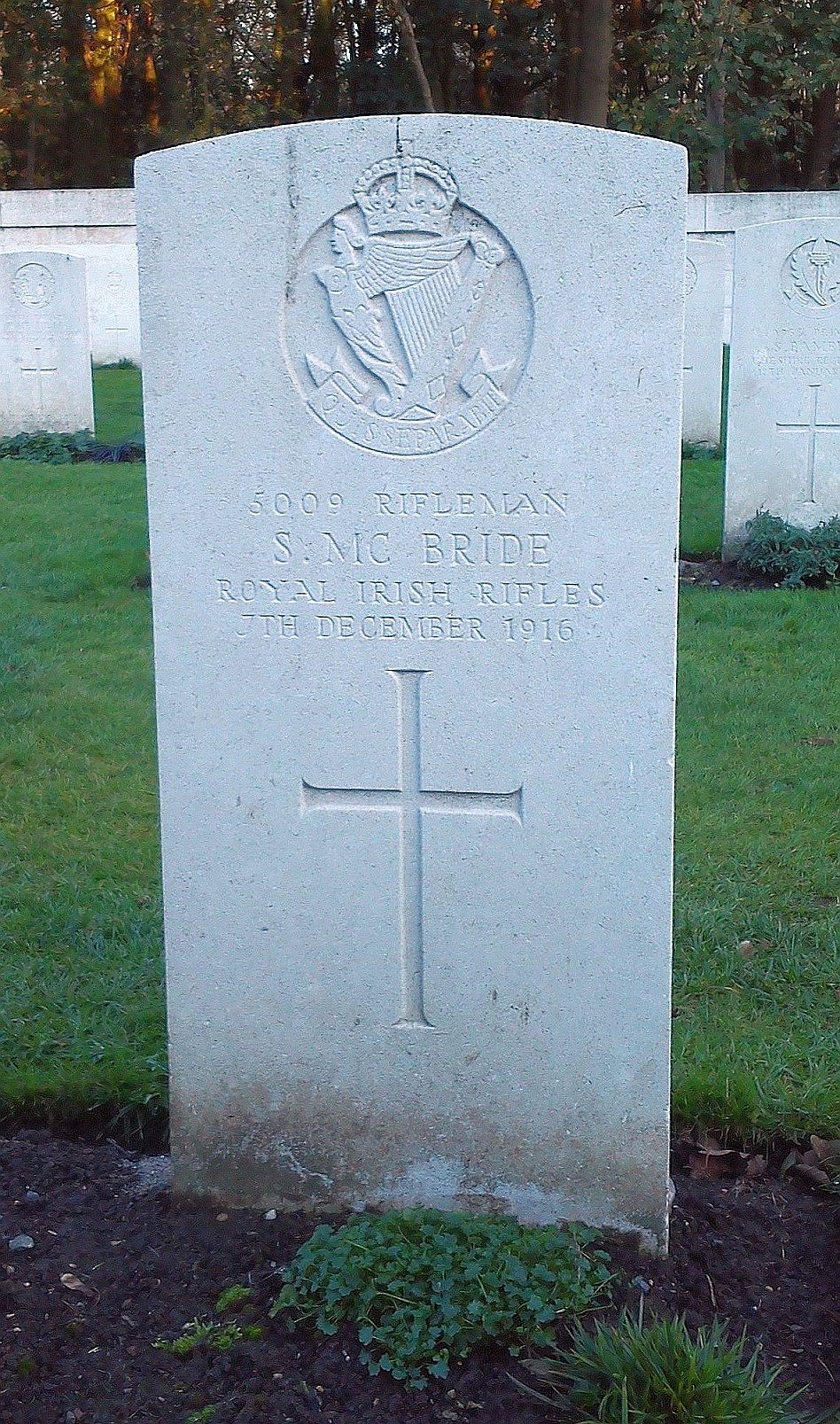
Samuel McBride
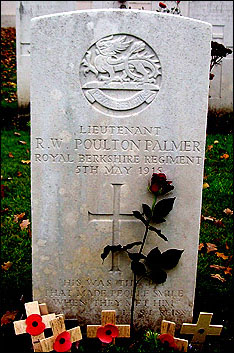
Ronald Poulton-Palmer
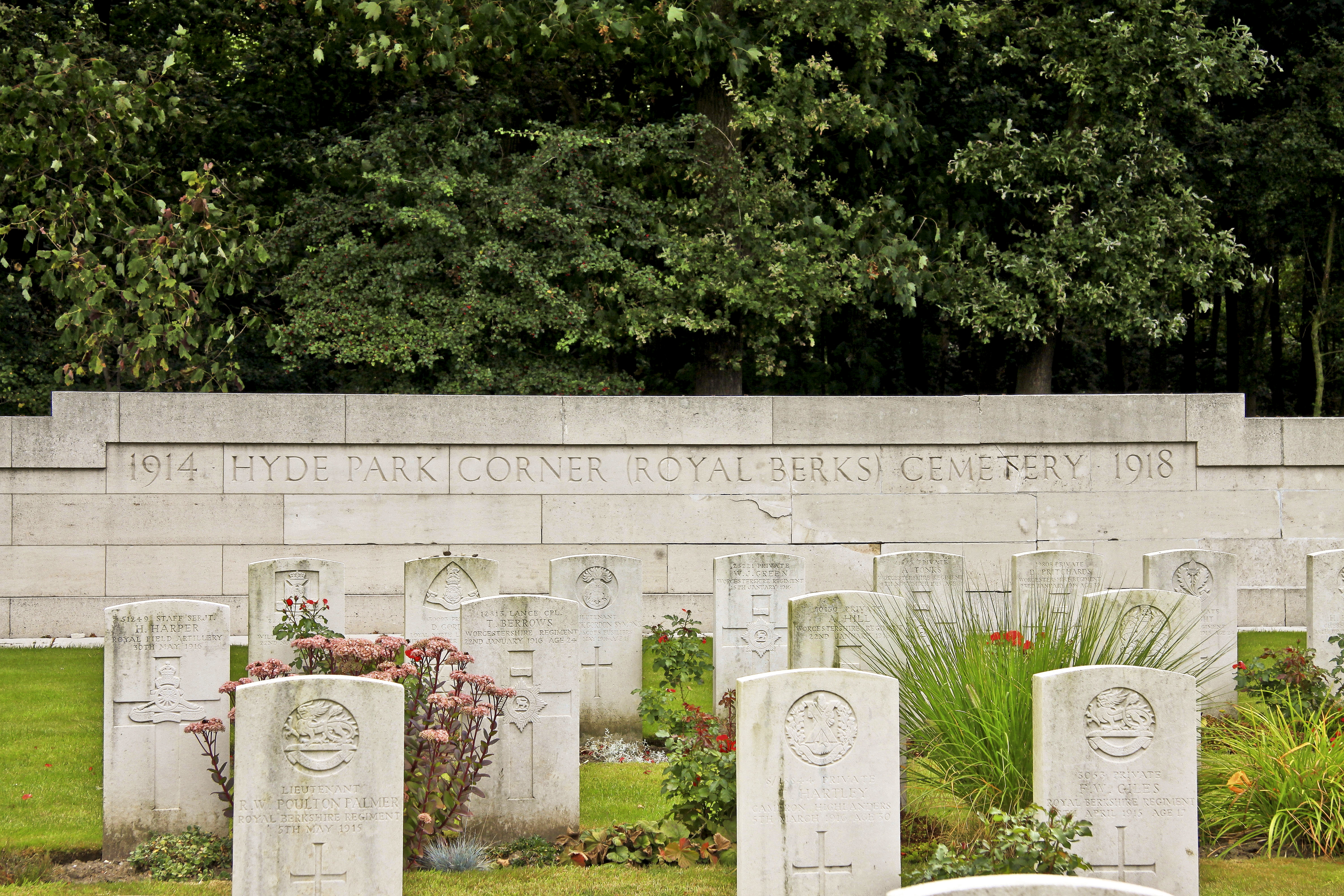
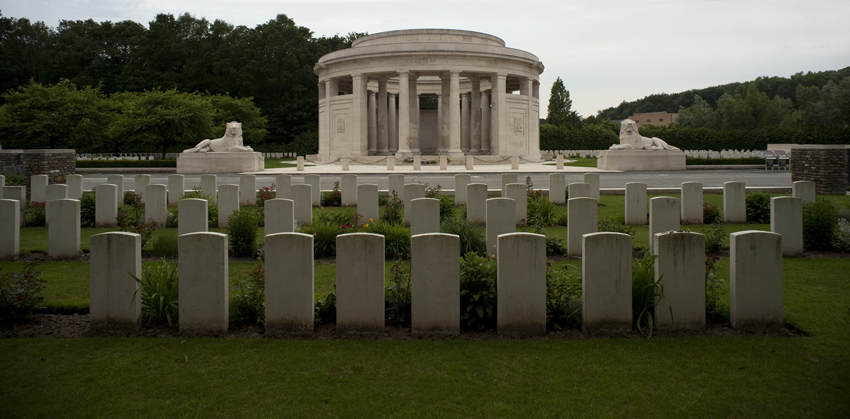
Extension du cimetière militaire britannique de Berks